# Мухаестате
Мухаестате (груз. მუხაესტატე) — село в Грузії.
За даними перепису населення 2014 року в селі проживає 2045 осіб.